# Opéra flamand
Opéra flamand var en flamländskspråkig teater och opera i Bryssel mellan 1772 och 1776. Det var den första operan och teatern på det flamländska språket i Österrikiska Nederländerna (nuvarande Belgien). 